# Martinet malgache
Apus balstoni
Espèce
Synonymes
- Cypselus balstoni Bartlett, 1880
(protonyme)

Statut de conservation UICN

 LC  : Préoccupation mineure
Le Martinet malgache (Apus balstoni) est une espèce d'oiseaux de la famille des Apodidae.

## Répartition
Cet oiseau est réparti en deux sous-espèces :
- Apus balstoni mayottensis (Nicoll, 1906) — Mayotte
- Apus balstoni balstoni (Bartlett, 1880) — Madagascar